# 沖村 (北名古屋市)
沖村（おきむら）は、愛知県北名古屋市の地名。

## 地理
五条川の中流域の東岸に位置する。低湿地だったことが名称の由来とされる。特産品として「沖のいちじく」がある。

## 歴史

### 近世以前

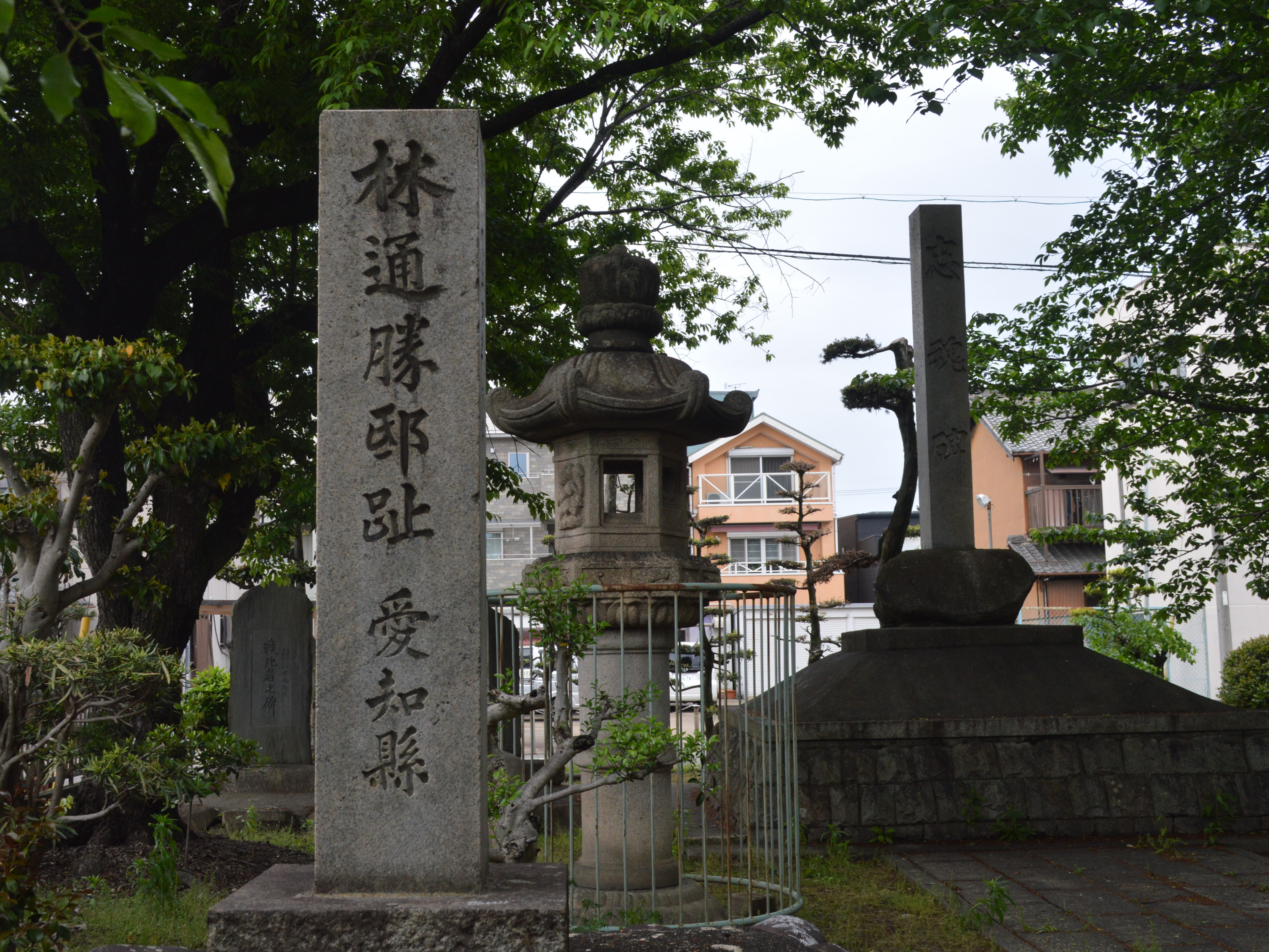
石碑「林通勝邸跡」

沖村には林秀貞（林通勝）が居城する沖村城があり、林主計は織田信雄や織田信長に仕えていた。
江戸時代には尾張藩領の春日井郡沖村であり、清洲代官所の支配を受けていた。村高は「寛文郷帳」や「天保郷帳」によると1287石余であり、「旧高旧領」によると尾張藩領分が1277石余で犬山藩領分が317石余である。1868年（明治元年）には尾張藩と犬山藩の相給となった。

### 近代
1880年（明治13年）には春日井郡が分割されて西春日井郡と東春日井郡が発足し、沖村は西春日井郡に組み込まれた。
1889年（明治22年）には町村制によって西春日井郡下拾箇村が発足し、下拾箇村の大字として沖村が設置された。下拾箇村の村役場は沖村に置かれている。
1906年（明治39年）には下拾箇村、九之坪村、上拾箇村が合併して西春村が発足し、西春村の大字として沖村が設置された。1935年（昭和10年）の世帯数は141、人口は775だった。

### 現代
1963年（昭和38年）には西春村が町制を施行して西春町が発足し、西春町の大字として沖村が設置された。
1967年（昭和42年）から1973年（昭和48年）には土地改良事業が行われた。

## 施設
- 北名古屋市立白木中学校
- 北名古屋市立白木小学校
- 沖村公会堂
- バロー西春店
- V・drug西春店

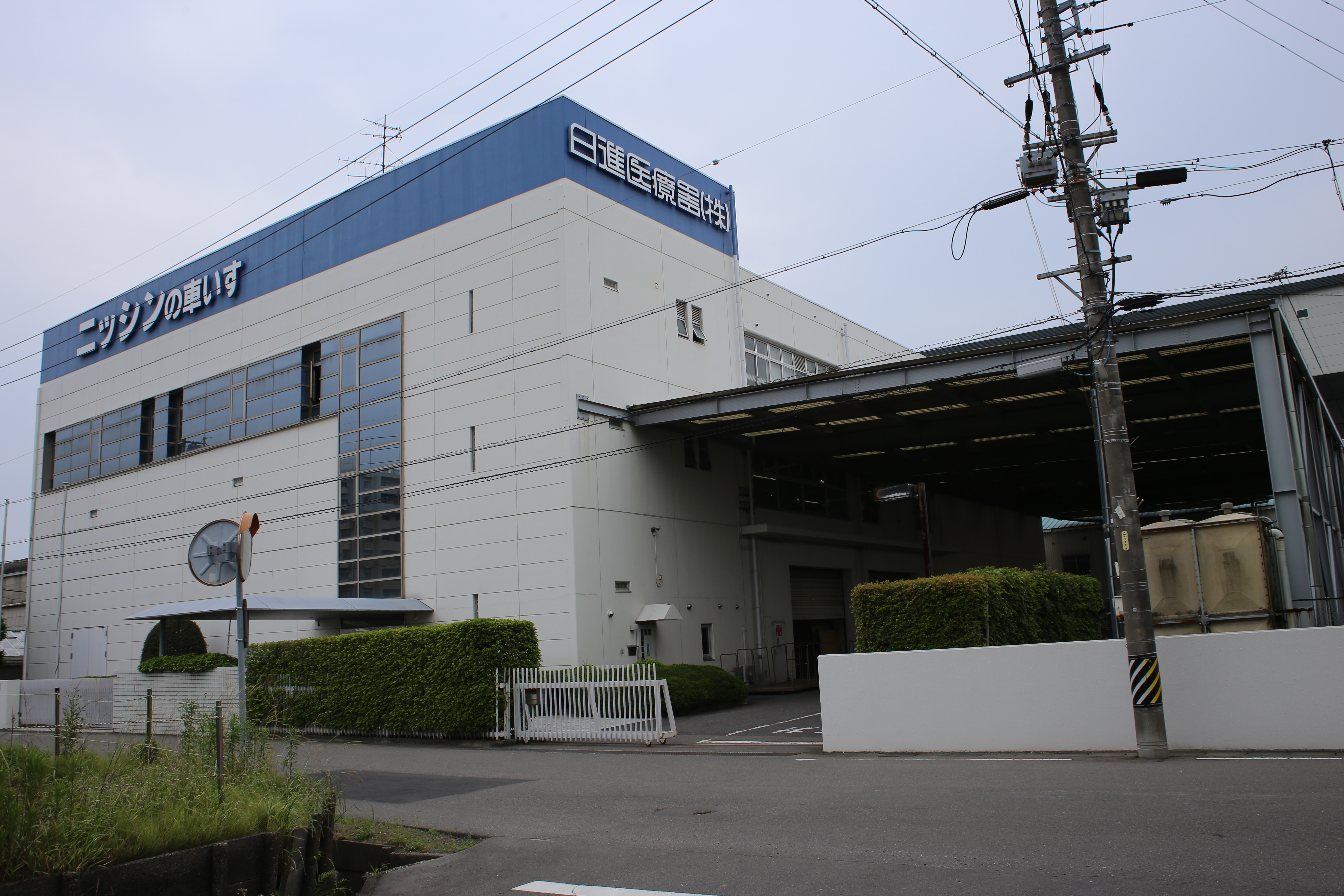
日進医療器

- 日進医療器 - 車いすなどを製造する福祉機器メーカー。
- チタカ・インターナショナル・フーズ - 「とんかつ知多家」などを展開する企業。

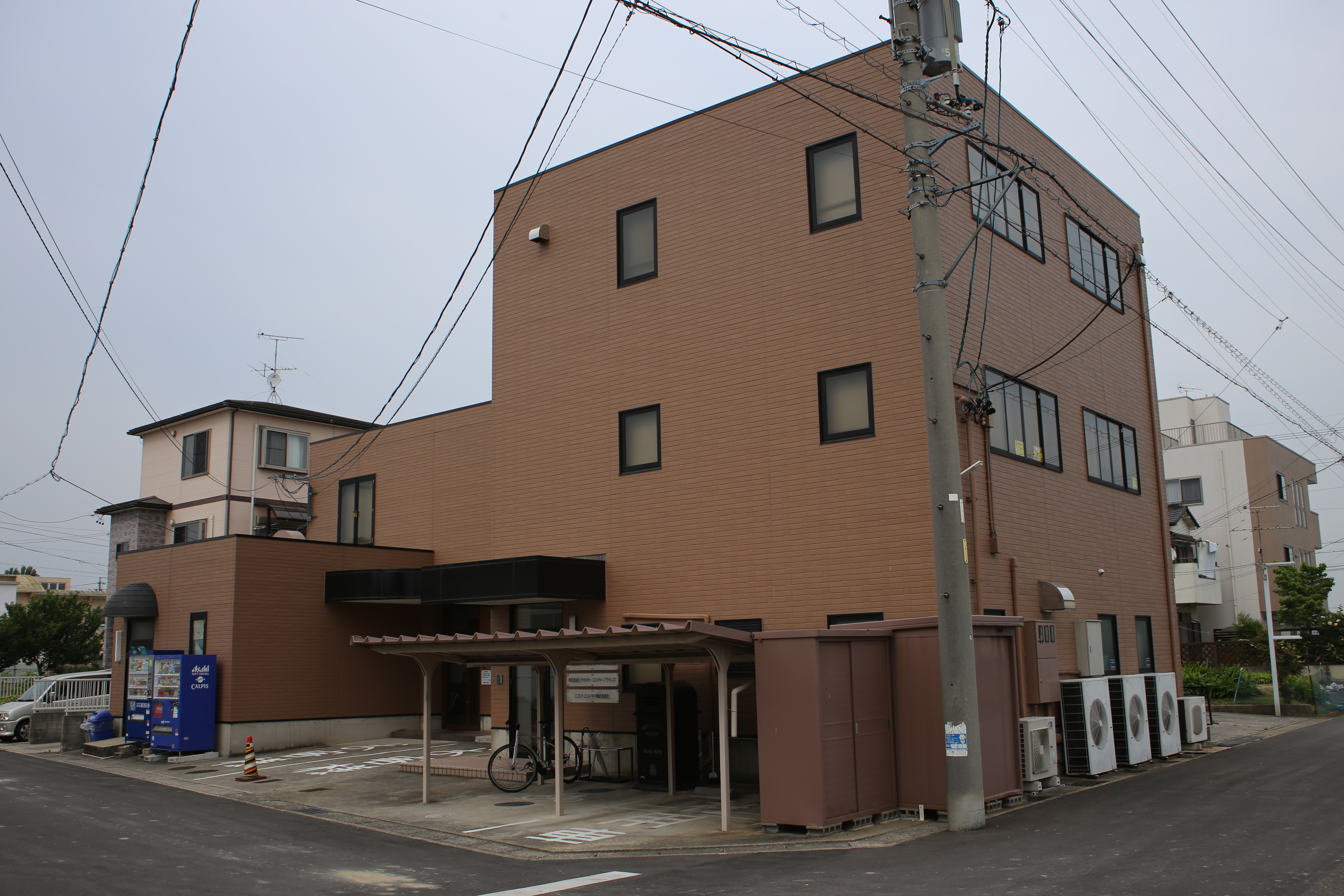
チタカ・インターナショナル・フーズ

## 名所・旧跡
- 日吉社 - 神社。旧称は山王社[1]。
- 児社 - 神社。旧称は権現社[1]。

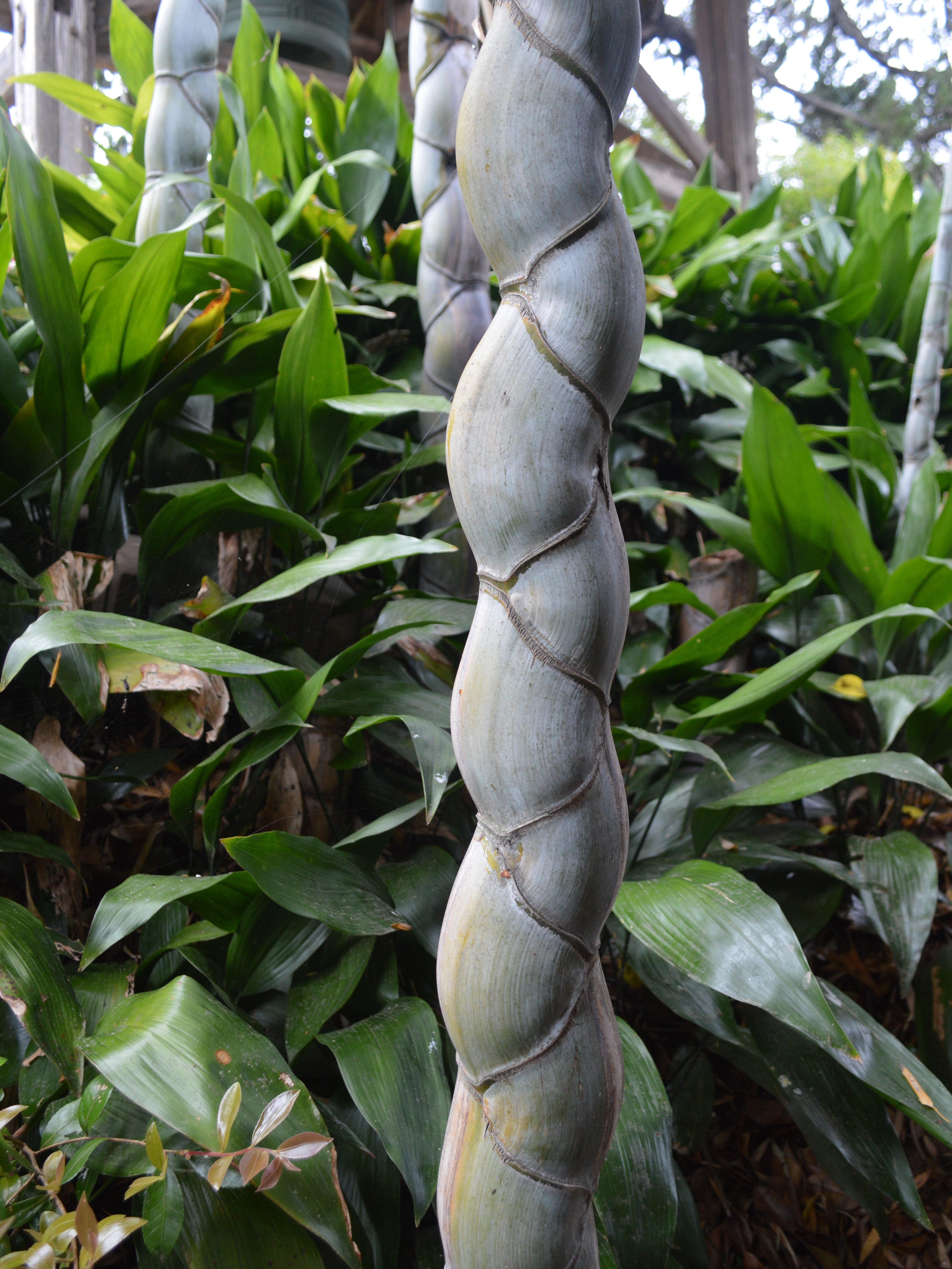
松林寺の亀甲竹林

- 松林寺 - 真宗大谷派の寺院[1]。亀甲竹林、伊吹木（イブキ）、銀杏（イチョウ）が北名古屋市天然記念物[3]。
- 徳岩寺 - 臨済宗の寺院[1]。
- 入明寺 - 真宗大谷派の寺院[1]。
- 光運寺 - 浄土宗の寺院。旧称は阿弥陀堂[1]。
- 報還寺 - 浄土宗の寺院。慶長年間には本尊の薬師如来が疫病から村人を救ったとされる[1]。
- 林通勝邸址 - 戦国武将である林秀貞の居宅跡。北名古屋市指定史跡[3]。

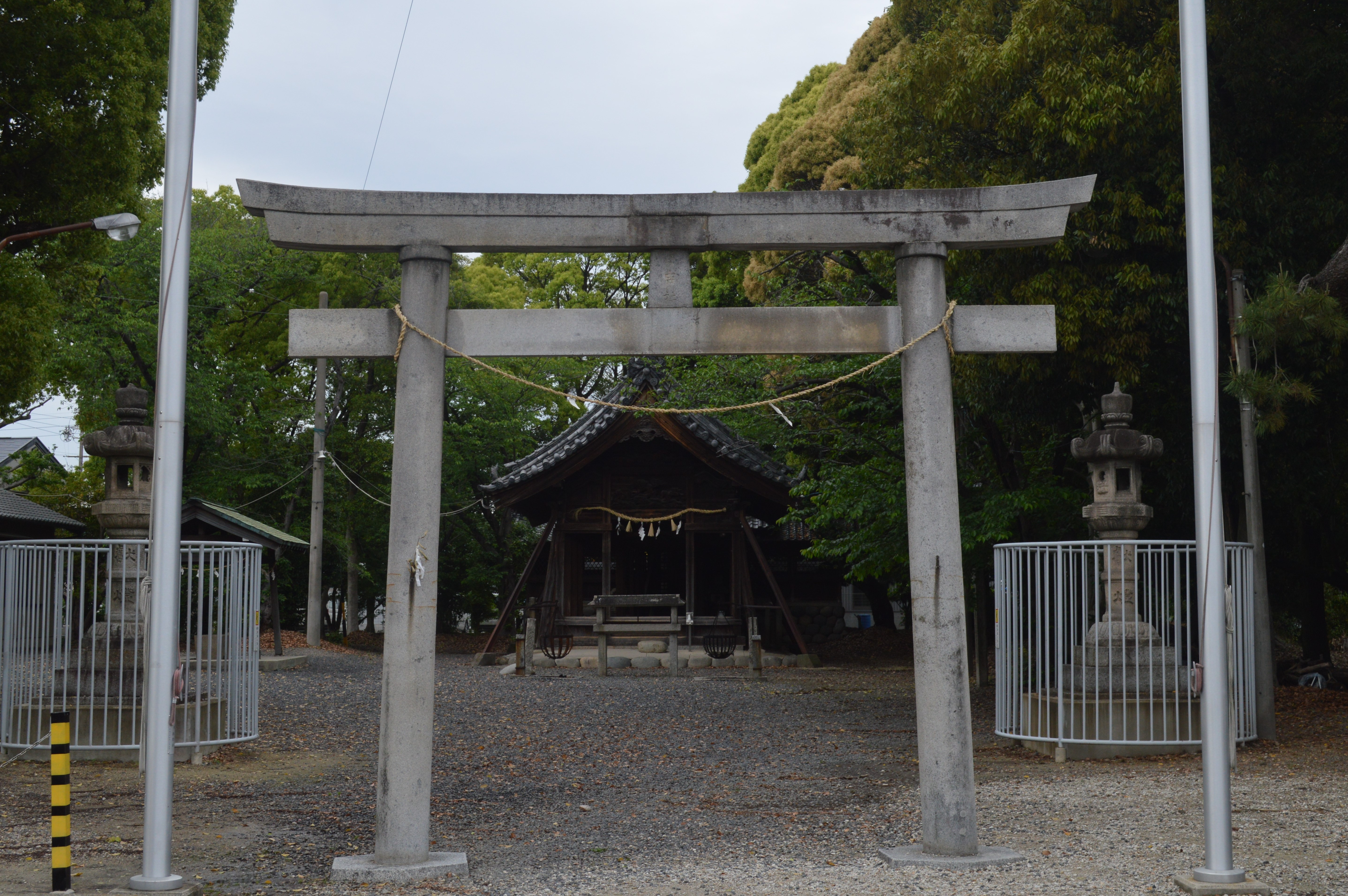
日吉社
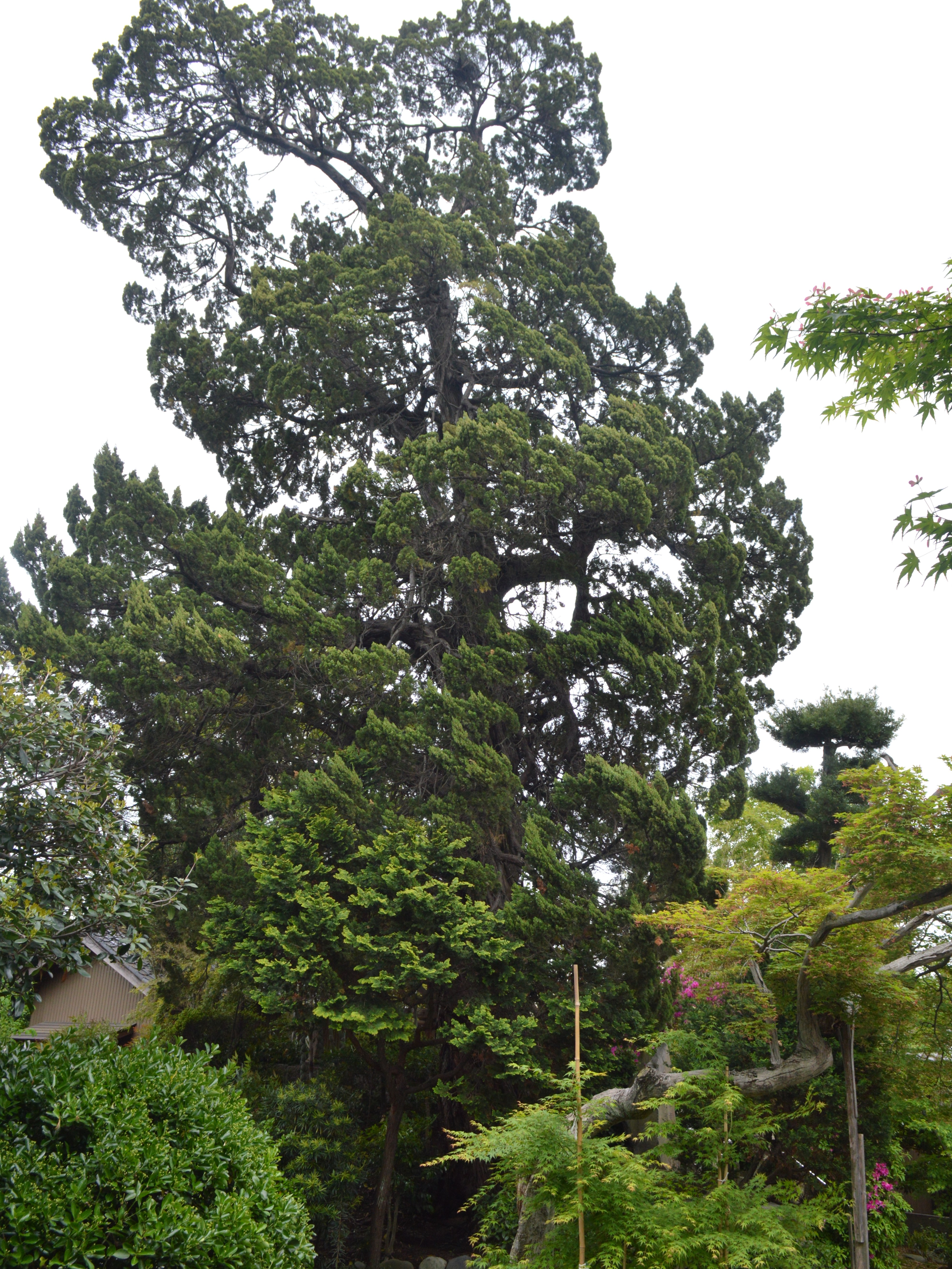
松林寺の伊吹木
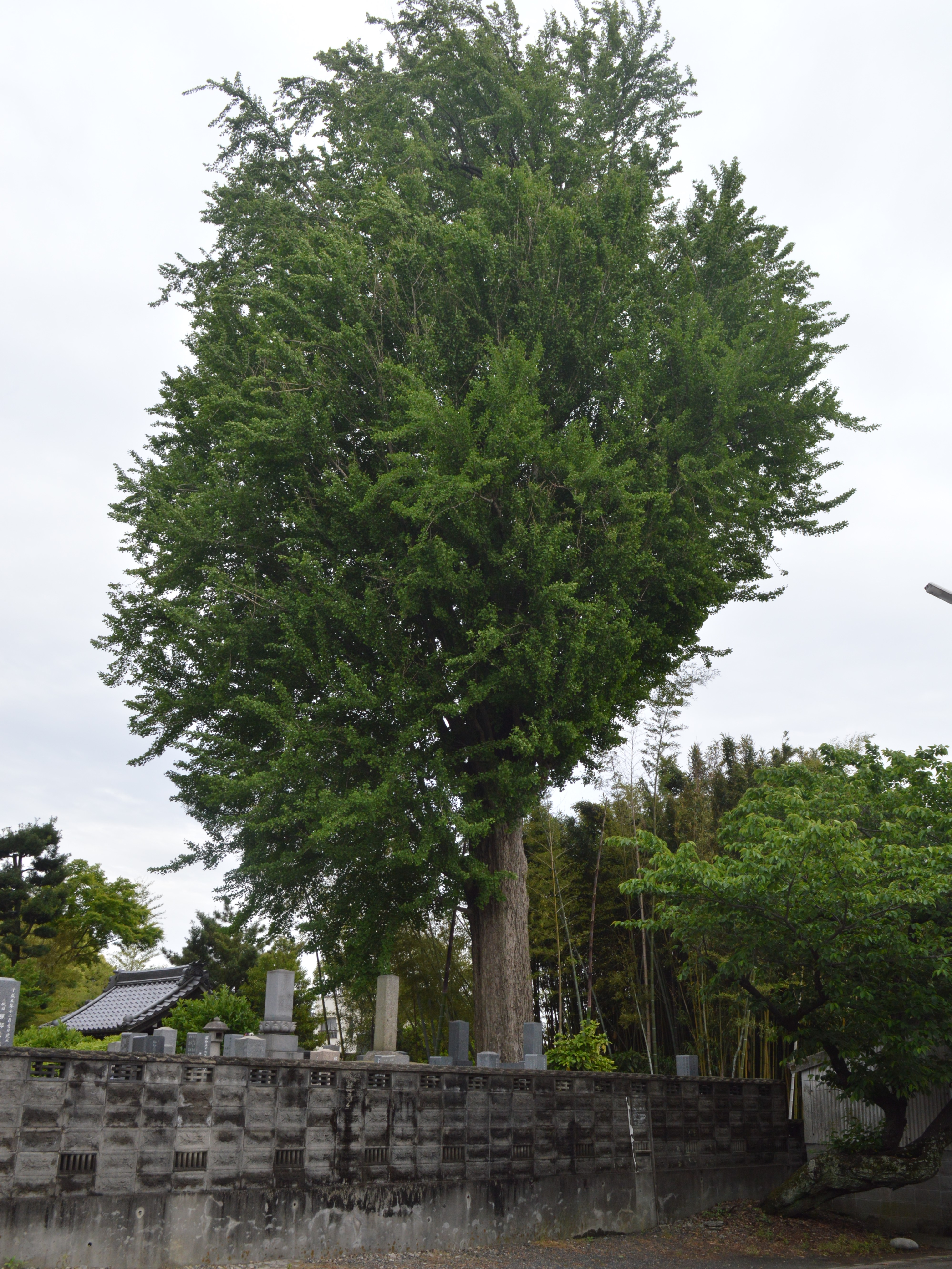
松林寺の銀杏
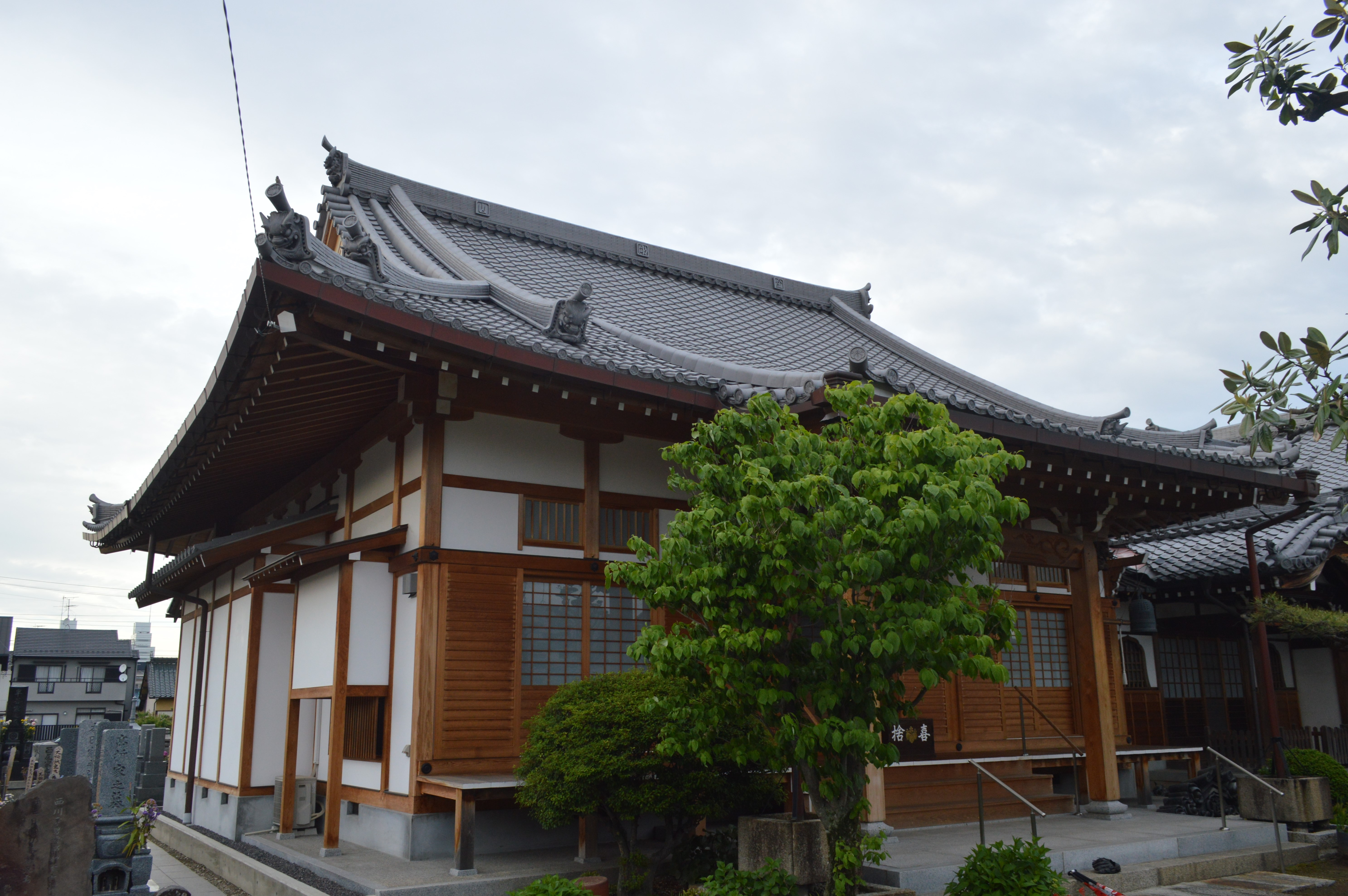
徳岩寺

## 出身者

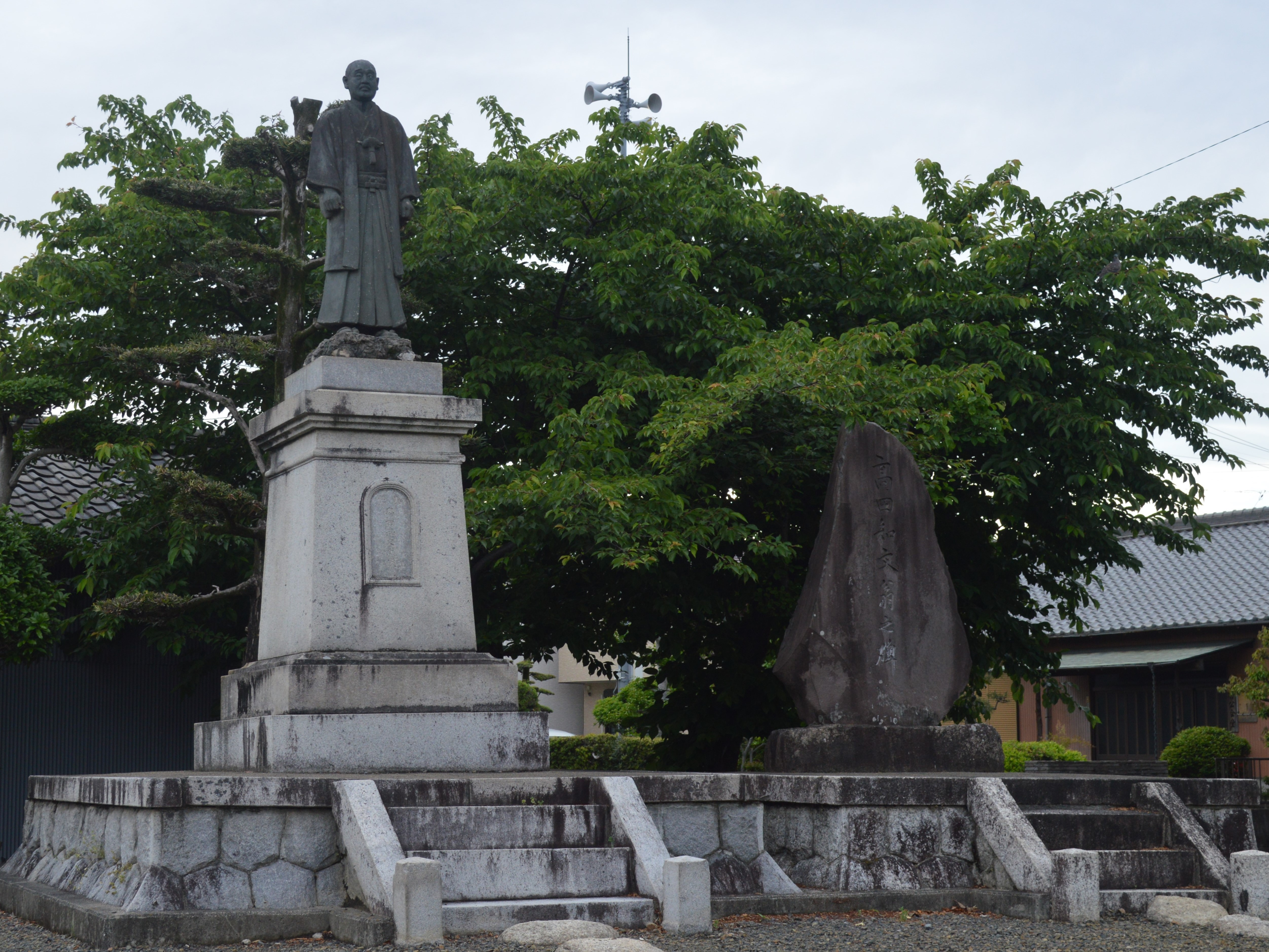
銅像「高田知文氏像」と石碑「高田知文翁之碑」

- 高田知文 - 楼主。文久3年（1863年）に松林寺に生まれ、1885年（明治18年）に名古屋市花園町の高田家に養子に入ると[4][5]、大須・旭廓にある貸座敷兼芸妓置屋「金波楼」の楼主として成功を収めた[5]。故郷の沖村には沖村公会堂や沖村公園などの建物を建設し、九之坪と沖村を結ぶ高田街道を建設している[4]。また、日露戦争や日独戦争の戦没者の忠魂碑を建設するなど、様々な社会事業に私財を投じた[5]。1944年（昭和19年）の死去後には財団法人高田知文報恩会が設立され、長く活動を続けた[5]。松林寺の門前に銅像と顕彰碑がある[5]。
- 半谷音吉 - 実業家。広正製陶創業者[6]。徳岩寺境内に銅像がある。

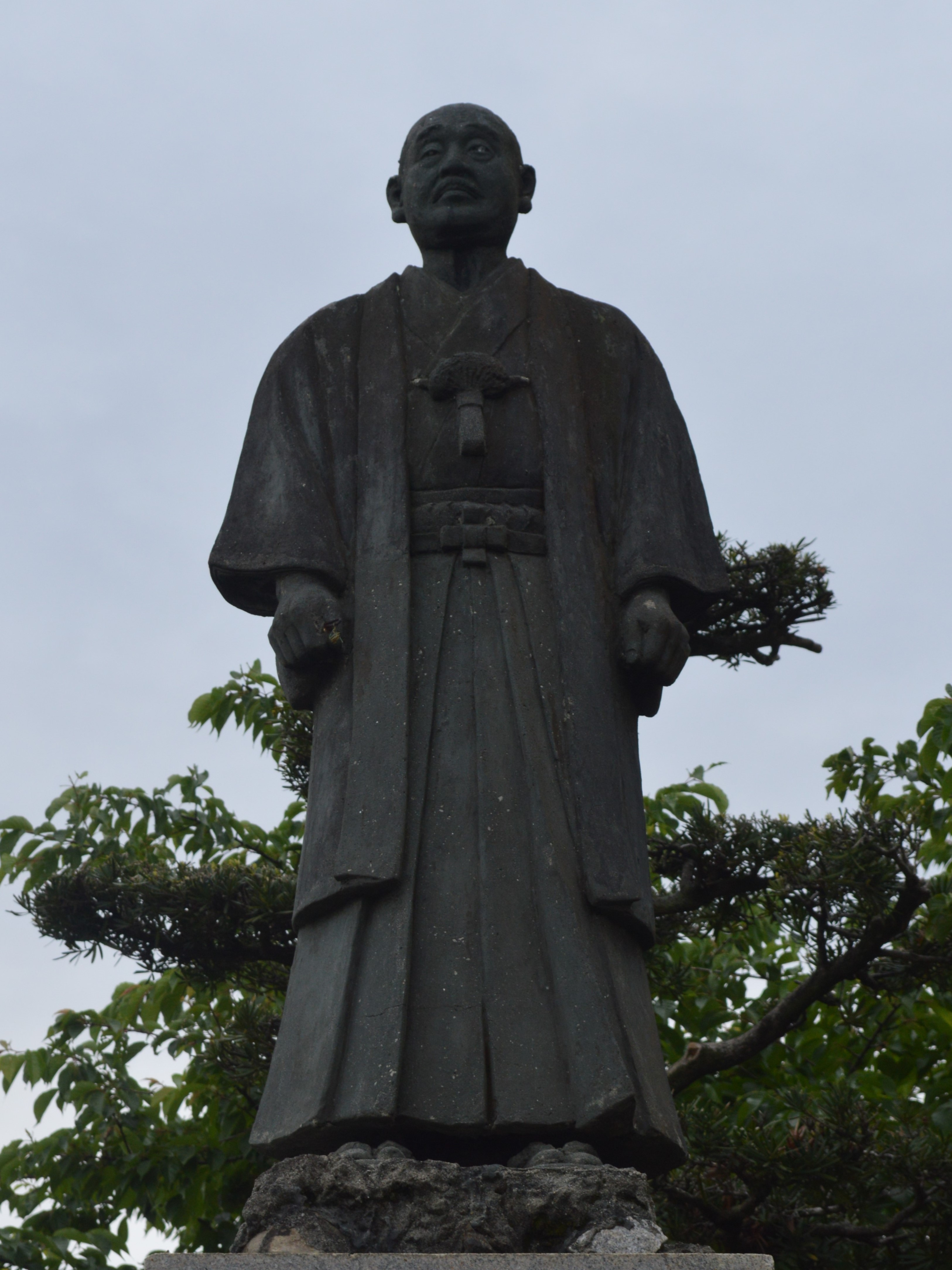
高田知文
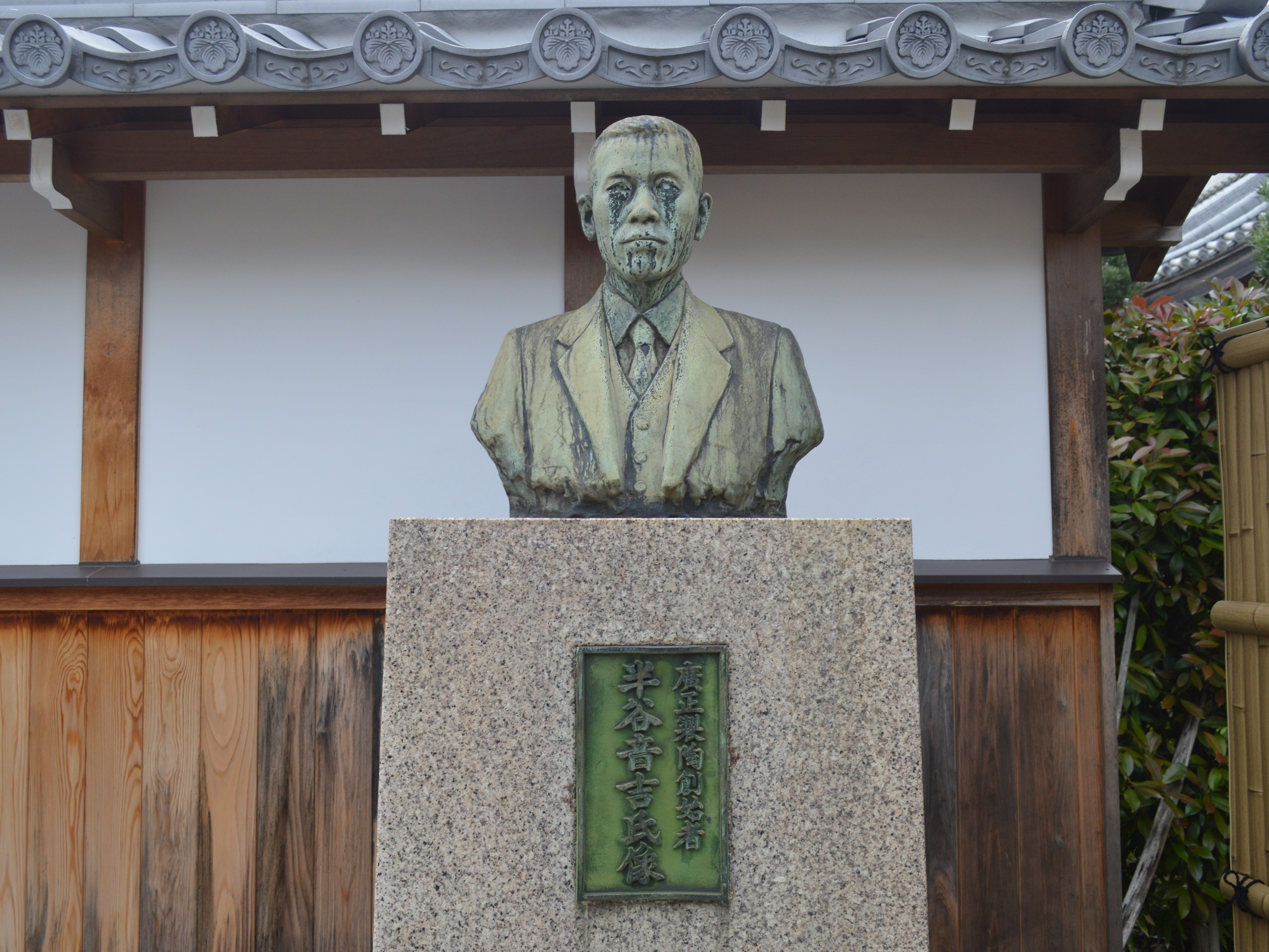
半谷音吉